# 거기장군
거기장군(車騎將軍)은 전한 이후의 관직명으로써 군을 이끄는 장군 중 하나이다.  차기장군이라 부르기도 하나 거기장군이 맞는 독법이다. 전통적으로 한나라에서는 외척이 이 지위에 많이 취임했다. (예: 박소, 두헌, 동승)
조위 때는 진군의 구품관인법에 따라 2품에 배정되었고 촉한에서는 요화와 장익 두 장수가 관직을 나눠 우거기장군, 좌거기장군으로 임명되었다. 또한 조위에서 거기장군 직을 맡다가 231년에 목문도에서 제갈량의 매복에 걸려 화살에 맞고 전사한 장수로 장합이 있었고, 촉한에서 거기장군 직을 맡다가 범강과 장달에게 살해된 장수로 장비가 있었다.
북위 때는 1품관이 되어 삼사(三司)의 위가 되었다.

## 같이 보기
- 표기장군
- 위장군
- 부병제

## 참고 문헌
- 『속한서』（『후한서』）백관지일